# Ecco Jr.
Ecco Jr. is een computerspel in de Ecco the Dolphin-serie, en werd op 15 augustus 1995 uitgebracht in Noord-Amerika en op 14 november 1995 in Australië, wat tevens de enige release van dit spel was in een PAL-regio, tot aan de release in de Virtual Console. Het bevat hetzelfde soort gameplay als de andere twee Ecco-games, maar is gericht op jongere kinderen en heeft daarom een veel lagere moeilijkheidsgraad. 

## Gameplay
In dit spel moet een jongere Ecco, een blauwe vinvis, opdrachten voltooien voor een walvis genaamd Big Blue. De speler moet onder andere zeepaardjes samendrijven, door ringen zwemmen, en verloren ballen voor zeeleeuwen terugvinden. Het spel bestuurt soortgelijk aan andere Ecco the Dolphin-games, maar wordt nu vooral ingezet om simpele puzzels en dergelijke op te lossen. In tegenstelling tot de voorgaande delen uit de serie, kan Ecco niet meer verdrinken door te lang onderwater te blijven en zijn er geen vijanden in het water te vinden. Ook zijn er twee nieuwe speelbare personages: Tara de baby (een orka) en Kitnee de jonge Atlantische dolfijn. De speler kan op elk moment tussen de personages wisselen.
Ecco Jr. bevat een wachtwoorden-systeem, hoewel alle wachtwoorden al in de handleiding staan. Ecco Jr. bevat ook een zogenaamde "oudermenu", waarin de moeilijkheid kan worden aangepast, levels geselecteerd kunnen worden, en feitjes staan over echte dolfijnen.

## Ontvangst
Toen het spel uitkwam gaf GamePro het een erg enthousiaste beoordeling. Ze vonden dat "Alle wezens en decors er net zo mooi uitzien als in de volwassen Ecco-avonturen." Bovendien apprecieerden ze het feit dat het spel nu ook jongere spelers aantrok. Next Generation was echter een stuk minder enthousiast, en gaven het spel twee van de vijf sterren. Next Generation noemde het spel "niets meer dan een manier van Sega om een snel slaatje te slaan uit de vatbare kinderhersenen, en ze te laten geloven dat ze moeten promoveren naar de eerste (en meer originele) Ecco the Dolphin." Lucas M. Thomas van IGN was ook niet erg te spreken over dit spel, dat hij speelde op de Virtual Console. Hoewel hij wel vond dat Ecco Jr. veel toegankelijker is voor jongere spelers, schreef hij ook dat het spel "niet uitdagend [is]; z'n gebrek aan gevaar of urgentie weerhouden het spel ervan om net zo boeiend te zijn als de eerste Ecco, of The Tides of Time." Thomas waardeerde het spel met een 5.5.